# دیوید وارشوفسکی
دیوید وارشوفسکی (به انگلیسی: David Warshofsky) (زاده ۲۳ فوریهٔ ۱۹۶۱) بازیگرآمریکایی است.
از فیلم‌های معروف او می‌توان به بازی در فیلم دویدن از ترس، پرندگان کوچک، ویلسون، استکهلم، پنسیلوانیا و دو چهره ماه ژانویه اشاره کرد.